# Eddie Lawson

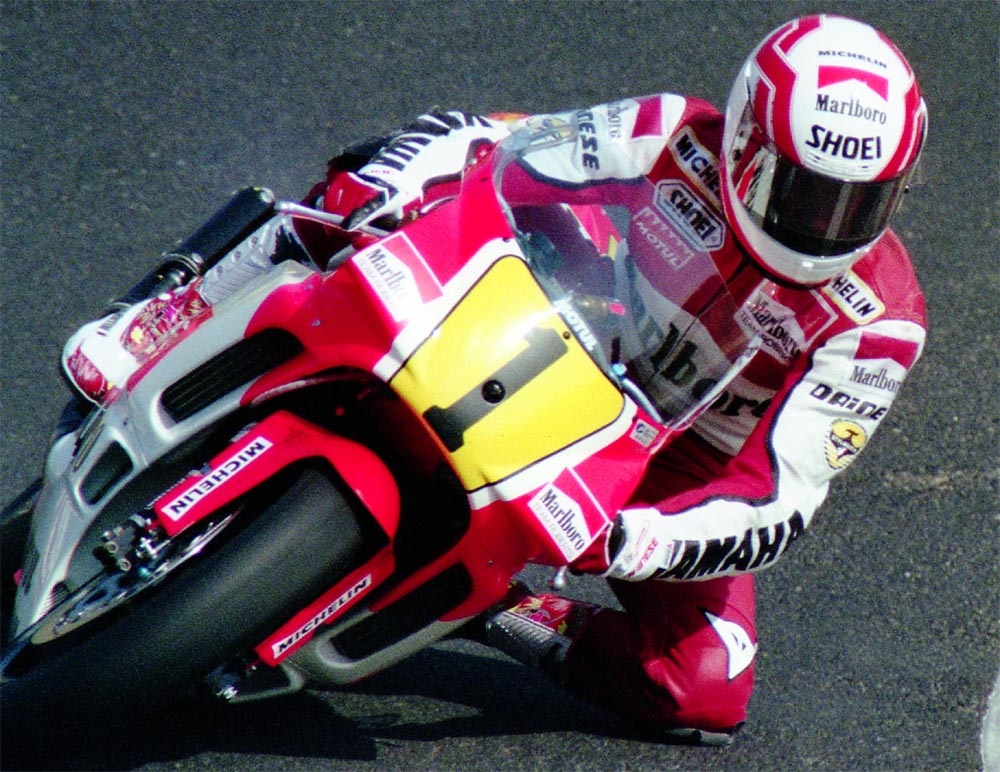
Eddie Lawson in 1990

Eddie Lawson (Upland, 11 maart 1958) is een voormalig Amerikaans motorcoureur. Lawson won in de jaren 1981 en 1982 het Amerikaans Superbike-kampioenschap op een Kawasaki Z1000. Met Yamaha won hij het wereldkampioenschap wegrace in de jaren 1984, 1986 en 1988 in de 500 cc-klasse. In 1989 werd hij tevens kampioen met Honda.
Na zijn motorsportcarrière reed hij ook kortstondig in de autosport, tussen 1992 en 1994 startte hij in de Indy Lights, waarbij hij in het laatste jaar vierde werd. In 1996 nam hij ook een half seizoen deel aan de Champ Car.